# Amanda Svensson
Amanda Sofia Svensson, född 5 juni 1987 i Arlöv, är en svensk författare.  
Amanda Svensson, som är dotter till Per Svensson och Ann-Sofie Svensson, växte upp i Malmö. Hon skrev skönlitterärt redan i ungdomsåren och var som 17-åring med i finalomgången av Lilla Augustpriset. Hon utbildade sig på skrivarskola på Fridhems folkhögskola i Svalöv 2006–2008, och studerade från 2011 litteraturvetenskap och franska vid Lunds universitet. Hon flyttade till London 2015, och några år senare till Cornwall.
Svensson debuterade 2008 med romanen Hey Dolly. Hennes andra roman, Välkommen till den här världen, nominerades till  Augustpriset 2011.
17 augusti 2012 sommarpratade Svensson i Sommar i P1.

### Översättningar
- 2024 – Rushdie, Salman. Kniv: tankar efter ett mordförsök. Stockholm: Albert Bonniers förlag. Libris zhw2cszwwvqct2f1. ISBN 9789100804190

## Priser och utmärkelser
- 2011 – Samfundet De Nios Särskilda pris
- 2019 – Svenska Dagbladets litteraturpris
- 2019 – P.O. Enquists pris